# 表雄酮
表雄酮（英語：Epiandrosterone）或称为异雄酮（英語：isoandrosterone）是一种甾体激素，拥有较弱的雄激素活性，是睾酮和双氢睾酮（DHT）的代謝產物，在1931年由阿道夫·布特南特和库尔特·切尔宁首次分离。他们蒸馏了17000升的男性尿液，从中得到50毫克的雄酮结晶（很可能是混合了的α/β异构体），并发现其和雌酮有着相似的化学结构。
大部分哺乳动物包括猪都能合成表雄酮，在体内可由5α還原酶催化肾上腺激素DHEA而来，另外也可由3β-雄烷二醇经17β-羟基类固醇脱氢酶催化或雄烷二酮经3β-羟基类固醇脱氢酶催化而来。